# Ceratina darwini
Ceratina darwini (лат.) — вид пчёл рода Ceratina из семейства Apidae (Xylocopinae).

## Распространение
Южная Америка: Бразилия.

## Описание
Мелкие пчёлы, длина тела самок 7-8 мм (самцы до 6,5 мм). Тело слабопушенное, буровато-чёрное, металлически блестящее с грубой скульптурой. 
Вид был впервые описан в 1910 году немецким энтомологом Генрихом Фризе (Heinrich Friese; 1860—1948).
Основные находки вида приходятся на ноябрь и декабрь.
Вид включён в состав неотропического подрода C. (Crewella) Cockerell, 1903.